# Ayben
Ayben Özçalkan (* 22. September 1982 in Istanbul) ist eine türkische Rapperin. Sie war eine der ersten und ist eine der erfolgreichsten weiblichen MCs in der Türkei.

## Leben und Karriere
Sie ist die jüngere Schwester des Rappers Ceza und arbeitete seit 1999 an den Projekten ihres Bruders mit. 
Nach und nach nahm sie auch Stücke mit anderen bekannten Musikern auf, z. B. war sie 2005 auf dem Aylin Aslım Album Gülyabani im Stück Gelinlik Sarhoşluğu (Bana ne) zu hören. 2006 rappte sie auf dem Stück Peri von Nil Karaibrahimgil.
Im Kino war sie im Film Crossing the Bridge - The Sound of Istanbul von Fatih Akın zu sehen.

## Diskografie

### Alben
- 2005: Sensin O
- 2017: Başkan

### Songs (Auswahl)
- 2005: Benim O
- 2005: Will We Ever Learn (mit Ursula Rucker)
- 2017: Fenomen (mit Ceza)
- 2017: Yol Ver
- 2017: Başkan

### Einzelveröffentlichungen
- 2013: Oha Dersin
- 2018: Kimsin
- 2019: Seçin
- 2019: Pisi Pisine
- 2019: Rap Benim
- 2020: Oyun Parkı
- 2024: Zararı Yok
- 2024: Yangın

### Zusammenarbeiten mit anderen Künstlern
- 2006: Peri (mit Nil Karaibrahimgil)